# Swainsons zanger
De Swainsons zanger (Limnothlypis swainsonii) is een zangvogel uit de familie Parulidae (Amerikaanse zangers).

## Verspreiding en leefgebied
Deze soort komt voor in de zuidoostelijke Verenigde Staten en overwintert van zuidoostelijk Mexico en Belize tot Guatemala en West-Indië.